# カザリーノ
カザリーノ（伊: Casalino）は、イタリア共和国ピエモンテ州ノヴァーラ県にある、人口約1,500人の基礎自治体（コムーネ）。
ピエモンテ語でCasalin。

## 地理

### 位置・広がり
| 隣接するコムーネは以下の通り。括弧内のVCはヴェルチェッリ県、PVはパヴィーア県所属を示す。 - ビアンドラーテ - ボルゴ・ヴェルチェッリ (VC) - カザルベルトラーメ - カザルヴォローネ - コンフィエンツァ (PV) - グラノッツォ・コン・モンティチェッロ - ノヴァーラ - サン・ピエトロ・モゼッツォ - ヴィンツァーリオ |

## 行政

### 分離集落
カザリーノには、以下の分離集落（フラツィオーネ）がある。
- Cameriano, Orfengo, Ponzana